# Оскар Раух
Оскар Раух (нім. Oscar Rauch) — швейцарський футболіст, що грав на позиції півзахисника за клуб «Грассгоппер», а також національну збірну Швейцарії.
Триразовий чемпіон Швейцарії. Триразовий володар кубка Швейцарії.

## Клубна кар'єра
У футболі дебютував 1933 року виступами за команду клубу «Грассгоппер», кольори якої і захищав протягом усієї своєї кар'єри гравця, що тривала десять років. За цей час став триразовим чемпіоном Швейцарії.

## Виступи за збірну
1933 року дебютував в офіційних матчах у складі національної збірної Швейцарії. Протягом кар'єри у національній команді провів у її формі 5 матчів.
Був присутній в заявці збірної на чемпіонаті світу 1938 року у Франції, але на поле не виходив.

## Статистика виступів

### Статистика виступів в чемпіонаті
Виступи у вищому дивізіоні чемпіонату Швейцарії, починаючи з сезону 1933/34.
| Сезон   | Клуб        | Ліга                | Матчі | Голи | Місце |
| ------- | ----------- | ------------------- | ----- | ---- | ----- |
| 1933/34 | Грассгоппер | Чемпіонат Швейцарії | 3     | 1    | 2     |
| 1934/35 | Грассгоппер | Чемпіонат Швейцарії | 24    | 1    | 4     |
| 1935/36 | Грассгоппер | Чемпіонат Швейцарії | 26    | 1    | 3     |
| 1936/37 | Грассгоппер | Чемпіонат Швейцарії | 4     | 0    | 1     |
| 1937/38 | Грассгоппер | Чемпіонат Швейцарії | 16    | 1    | 2     |
| 1938/39 | Грассгоппер | Чемпіонат Швейцарії | 21    | 0    | 1     |
| 1939/40 | Грассгоппер | Чемпіонат Швейцарії | 16    | 0    | 3     |
| 1940/41 | Грассгоппер | Чемпіонат Швейцарії | 12    | 1    | 4     |
| 1941/42 | Грассгоппер | Чемпіонат Швейцарії | 5     | 0    | 1     |
| РАЗОМ   |             |                     | 127   | 5    |       |

### Статистика виступів у Кубку Мітропи
| №                      | Розіграш               | Стадія                 | Дата та місце проведення | Команда 1              | Рахунок | Команда 2        | Голи |
| ---------------------- | ---------------------- | ---------------------- | ------------------------ | ---------------------- | ------- | ---------------- | ---- |
| 1                      | 1936                   | квал.                  | 07.06.1936, Відень       | Аустрія (Відень)       | 3:1     | Грассгоппер      |      |
| 2                      | 1936                   | квал.                  | 14.06.1936, Цюрих        | Грассгоппер            | 1:1     | Аустрія (Відень) |      |
| Всього в Кубку Мітропи | Всього в Кубку Мітропи | Всього в Кубку Мітропи | Всього в Кубку Мітропи   | Всього в Кубку Мітропи | 2       |                  | 0    |

## Титули і досягнення
- Чемпіон Швейцарії (3):

«Грассгоппер»: 1936-1937, 1938-1939, 1941-1942
- Володар кубка Швейцарії (4):

«Грассгоппер»: 1937, 1938, 1941, 1942